# Nekrolog Juni 2008
Nekrolog
◄◄
| ◄
| 2004
| 2005
| 2006
| 2007
| 2008 | 2009 | 2010 | 2011 | 2012 | ► | ►►
Januar |
Februar |
März |
April |
Mai |
Juni |
Juli |
August |
September |
Oktober |
November |
Dezember 2008
Weitere Ereignisse | Allgemeiner Nekrolog 2008
Die Beschreibung der verstorbenen Person sollte so kurz wie möglich gehalten sein und nur deren signifikante Tätigkeit(en) enthalten.
Neue Namen ggf. auch unter dem Geburts- und Sterbedatum, also etwa unter 1. Januar und im Geburts- und Sterbejahr (2024) eintragen (nur bei entsprechender großer Wichtigkeit). Für Beispiele siehe die schon vorhandenen Artikel.
Außerdem über die fünf zuletzt Verstorbenen, zu denen es einen ausreichend guten Artikel für eine Präsentation auf der Hauptseite gibt, nach der todesbedingten Überarbeitung der Artikel ggf. auch unter Wikipedia Diskussion:Hauptseite informieren und sie am besten auch in den anderen Wikipedia-Sprachversionen eintragen. Tipp: Regelmäßig bei news.google.de nach „ist tot“, „gestorben“ oder „verstorben“ suchen.
Wenn eine Person gestorben ist, gibt es viele Seiten zu dieser Person in der Wikipedia, die davon auch betroffen sind und entsprechend aktualisiert werden müssen. Beispiele: Namenübersichtsseite, Geburtsjahr, Geburtsort-Seiten und viele mehr.
Wie finde ich die betroffenen Seiten?
Im Suchfeld auf der linken Seite gibt man den Suchbegriff so ein: „Vorname Nachname“. Dann klickt man auf Volltext und alle Seiten mit entsprechendem Suchtext werden aufgerufen. Hier sieht man dann schnell, wo auch das Todesjahr Sinn macht oder sogar ein Teil des Artikels angepasst werden muss. Auch hilft das „Werkzeug“ auf der linken Seite sehr gut, um solche Seiten aufzufinden: „Links auf diese Seite“. Somit ist die Wikipedia wieder aktuell in allen Bereichen! Hinweis: bei Eintragung der Kategorie „Gestorben JAHR“ wird der Missbrauchsfilter 49 ausgelöst, was jedoch nicht schlimm ist. Siehe: Spezial:Missbrauchsfilter/49
Dies ist eine Liste von im Juni 2008 verstorbenen bekannten Persönlichkeiten. Die Einträge erfolgen innerhalb der einzelnen Daten alphabetisch sortiert. Tiere sind im Nekrolog für Tiere zu finden.

## Juni
| Tag      | Name                                 | Beruf, bekannt als                                                                                              | Alter | Beleg |
| -------- | ------------------------------------ | --- | ----- | ----- |
| 1. Juni  | Brian Doyle                          | australischer Ruderer                                                                                           | 77    |       |
| 1. Juni  | Maurizio Galli                       | römisch-katholischer Bischof von Fidenza                                                                        | 71    |       |
| 1. Juni  | Erich Geßmann                        | deutscher Bildhauer und Grafiker                                                                                | 98    |       |
| 1. Juni  | Alton Kelley                         | US-amerikanischer Künstler                                                                                      | 67    |       |
| 1. Juni  | Doris Kilias                         | deutsche Übersetzerin                                                                                           | 65    |       |
| 1. Juni  | Michael Klaus                        | deutscher Buchautor                                                                                             | 56    |       |
| 1. Juni  | Josef Lapid                          | israelischer Politiker und Justizminister                                                                       | 76    |       |
| 1. Juni  | Jorj O. Osterberg                    | US-amerikanischer Bauingenieur                                                                                  | 93    |       |
| 1. Juni  | Yves Saint Laurent                   | französischer Modedesigner                                                                                      | 71    |       |
| 1. Juni  | Soja Nikolajewna Wassilkowa          | russische Theater- und Kinoschauspielerin                                                                       | 82    |       |
| 1. Juni  | Dieter Weinkauff                     | deutscher Fußballspieler                                                                                        | 60    |       |
| 1. Juni  | Ferdinand Welz                       | österreichischer Medailleur, Graveur und Akademierektor                                                         | 93    |       |
| 2. Juni  | Trevor DaCosta                       | jamaikanischer Diplomat                                                                                         | 78    |       |
| 2. Juni  | Sheriff Dibba                        | gambischer Politiker                                                                                            | 71    |       |
| 2. Juni  | Bo Diddley                           | US-amerikanischer Musiker                                                                                       | 79    |       |
| 2. Juni  | C. Doberman                          | deutsche Schriftstellerin                                                                                       | 80    |       |
| 2. Juni  | François Fejtő                       | französischer Historiker, Journalist und Publizist ungarischer Herkunft                                         | 98    |       |
| 2. Juni  | Mel Ferrer                           | US-amerikanischer Schauspieler, Filmregisseur und -produzent                                                    | 90    |       |
| 2. Juni  | Alexander Kamillowitsch Frautschi    | russischer Gitarrist                                                                                            | 54    |       |
| 2. Juni  | Bruno Motczinski                     | deutscher Politiker (SED)                                                                                       | 89    |       |
| 2. Juni  | Ken Naganuma                         | japanischer Fußballspieler                                                                                      | 77    |       |
| 2. Juni  | Adrien Porchet                       | Schweizer Filmproduzent, Filmemacher und Kameramann                                                             | 100   |       |
| 2. Juni  | Paul Sills                           | US-amerikanischer Regisseur und Schauspiellehrer nytimes.com                                                    | 80    |       |
| 3. Juni  | John A. Choi Jae-seon                | südkoreanischer Geistlicher, römisch-katholischer Bischof von Pusan (1957–1973)                                 | 96    |       |
| 3. Juni  | Heinz Geyer                          | deutscher Geheimdienstler, letzter Stabschef der HVA im Ministerium für Staatssicherheit der DDR                | 79    |       |
| 3. Juni  | Trevor Kaine                         | australischer Politiker                                                                                         | 80    |       |
| 3. Juni  | Werner Koj                           | deutscher Moderator                                                                                             | 54    |       |
| 3. Juni  | Josef Maas                           | deutscher politischer Aktivist                                                                                  | 77    |       |
| 3. Juni  | Arthur Penman                        | britischer Geotechniker                                                                                         | 86    |       |
| 3. Juni  | Grigori Wassiljewitsch Romanow       | sowjetischer Politiker                                                                                          | 85    |       |
| 3. Juni  | Werner Ruchel                        | deutscher Fußballspieler                                                                                        | 68    |       |
| 3. Juni  | Siegfried Sauter                     | deutscher Fotograf und Polarforscher                                                                            |       |       |
| 3. Juni  | Josef Schmitz-Helbig                 | deutscher Architekt                                                                                             | 86    |       |
| 4. Juni  | Bill Finegan                         | US-amerikanischer Arrangeur, Bandleader und Pianist                                                             | 91    |       |
| 4. Juni  | Otto von Frisch                      | deutscher Zoologe                                                                                               | 78    |       |
| 4. Juni  | Iwan Herassymow                      | ukrainischer Politiker                                                                                          | 86    |       |
| 4. Juni  | Wilhelm Keller                       | österreichischer Komponist, Musiker und Autor                                                                   | 87    |       |
| 4. Juni  | Agata Mróz-Olszewska                 | polnische Volleyballspielerin                                                                                   | 26    |       |
| 4. Juni  | Reinhard Peters                      | deutscher Dirigent und Musiker                                                                                  |       |       |
| 4. Juni  | José Antonio Ramos                   | spanischer Musiker elpais.com                                                                                   | 38    |       |
| 4. Juni  | Jacques-Francis Rolland              | französischer Journalist und Schriftsteller humanite.fr                                                         | 85    |       |
| 4. Juni  | Bengt Westerlund                     | schwedischer Astronom                                                                                           | 87    |       |
| 5. Juni  | Achiel Bruneel                       | belgischer Radrennfahrer                                                                                        | 89    |       |
| 5. Juni  | Helga Cazas                          | französische Autorin deutsch-jüdischer Abstammung                                                               | 88    |       |
| 5. Juni  | Jameson Mbilini Dlamini              | swasiländischer Premierminister                                                                                 |       |       |
| 5. Juni  | Eugenio Montejo                      | venezolanischer Dichter und Essayist                                                                            | 69    |       |
| 5. Juni  | Joachim Petsch                       | deutscher Kunsthistoriker waz.trauer.de                                                                         | 68    |       |
| 5. Juni  | Sophus Pohl-Laukamp                  | deutscher Jurist und Politiker (CDU), MdL                                                                       | 77    |       |
| 6. Juni  | Gerhard Hein                         | deutscher Offizier                                                                                              | 91    |       |
| 6. Juni  | Saeko Himuro                         | japanische Schriftstellerin und Mangaka                                                                         | 51    |       |
| 6. Juni  | Gene Persson                         | US-amerikanischer Film- und Theaterproduzent nytimes.com                                                        | 74    |       |
| 6. Juni  | Gustav Roth                          | deutscher Indologe                                                                                              | 92    |       |
| 6. Juni  | Ferenc Sánta                         | ungarischer Schriftsteller fn.hu                                                                                | 80    |       |
| 6. Juni  | Karl Heinz Schröder                  | deutscher Verleger und Politiker (KPD, DKP)                                                                     | 78    |       |
| 6. Juni  | Arno Schulz                          | österreichischer Informatiker                                                                                   | 84    |       |
| 6. Juni  | Trevor Wilkinson                     | englischer Automobilkonstrukteur                                                                                | 85    |       |
| 6. Juni  | Francisco José Ynduráin              | spanischer Physiker                                                                                             | 67    |       |
| 6. Juni  | Maximilian Zweimüller                | österreichischer Lehrer, Schulleiter, Chorleiter, Cembalist und Organist                                        | 76    |       |
| 7. Juni  | Mustafa Chalil                       | ägyptischer Politiker                                                                                           | 87    |       |
| 7. Juni  | Peter Haak                           | deutscher Fußballtorhüter                                                                                       | 60    |       |
| 7. Juni  | Joseph Kabui                         | papua-neuguineischer Politiker, erster Präsident der Autonomen Region Bougainville                              |       |       |
| 7. Juni  | Roelof Koops                         | niederländischer Eisschnellläufer                                                                               | 98    |       |
| 7. Juni  | Wolfgang R. Kubizek                  | österreichischer Komponist                                                                                      | 49    |       |
| 7. Juni  | Nenad Levinger                       | jugoslawischer bzw. kroatischer Maler und Zeichner                                                              | 60    |       |
| 7. Juni  | Bernhard Lott                        | pfälzisch-fränkischer Mundartdichter und Buchautor                                                              | 58    |       |
| 7. Juni  | Jim McKay                            | US-amerikanischer Sportreporter                                                                                 | 86    |       |
| 7. Juni  | Josef Minsch                         | Schweizer Skirennfahrer                                                                                         | 66    |       |
| 7. Juni  | Alladi Ramakrishnan                  | indischer Physiker und Mathematiker                                                                             | 84    |       |
| 7. Juni  | Dino Risi                            | italienischer Regisseur und Drehbuchautor                                                                       | 91    |       |
| 7. Juni  | Norbert Silberbauer                  | österreichischer Autor                                                                                          | 49    |       |
| 7. Juni  | Horst Skoff                          | österreichischer Tennisspieler                                                                                  | 39    |       |
| 7. Juni  | Erick Wujcik                         | US-amerikanischer Rollenspielentwickler                                                                         | 57    |       |
| 8. Juni  | Šaban Bajramović                     | serbischer Sänger                                                                                               | 72    |       |
| 8. Juni  | Charles-Noël Barbès                  | kanadischer Politiker                                                                                           | 93    |       |
| 8. Juni  | Florența Crăciunescu                 | rumänische Leichtathletin                                                                                       | 53    |       |
| 8. Juni  | Bernard Favre-Bulle                  | Schweizer Elektrotechniker tuwien.ac.at                                                                         | 51    |       |
| 8. Juni  | Nicolae Esin                         | moldauischer Fußballspieler und -trainer deca.md                                                                | 78    |       |
| 8. Juni  | Adrien Finck                         | elsässischer Schriftsteller und Hochschullehrer                                                                 |       |       |
| 8. Juni  | Fritz Kalmar                         | österreichischer Exil-Autor                                                                                     | 96    |       |
| 8. Juni  | Danilo Lagbas                        | philippinischer Politiker                                                                                       | 56    |       |
| 8. Juni  | Peter Rühmkorf                       | deutscher Lyriker, Schriftsteller, Essayist und Pamphletist                                                     | 78    |       |
| 9. Juni  | Karen Asrjan                         | armenischer Schachgroßmeister                                                                                   | 28    |       |
| 9. Juni  | Hachemi Baccouche                    | tunesischer Soziologe und Schriftsteller                                                                        | 92    |       |
| 9. Juni  | Algis Budrys                         | US-amerikanischer Science-Fiction-Schriftsteller                                                                | 77    |       |
| 9. Juni  | Klaus Daubertshäuser                 | deutscher Politiker (SPD), MdB und Manager                                                                      | 64    |       |
| 9. Juni  | Wilhelm Friese                       | deutscher Skandinavist und Literaturwissenschaftler                                                             | 84    |       |
| 9. Juni  | Nan Hoover                           | US-amerikanische und niederländische Medienkünstlerin, Videokünstlerin, Performerin, Lichtkünstlerin, Maleri... | 77    |       |
| 9. Juni  | Dieter Klever                        | deutscher Fußballspieler                                                                                        | 67    |       |
| 9. Juni  | Hans Räber                           | Schweizer Kynologe                                                                                              | 90    |       |
| 9. Juni  | Ólafur Skúlason                      | isländischer Geistlicher, Oberhaupt der Isländischen Staatskirche                                               | 78    |       |
| 10. Juni | Tschingis Aitmatow                   | kirgisischer Schriftsteller                                                                                     | 79    |       |
| 10. Juni | Ljuben Dilow                         | bulgarischer Schriftsteller                                                                                     | 80    |       |
| 10. Juni | Jimmy Ekho                           | kanadischer Inuit-Künstler                                                                                      | 48    |       |
| 10. Juni | Dieuwke de Graaff-Nauta              | niederländische Politikerin (CHU, CDA)                                                                          | 78    |       |
| 10. Juni | Josef Hans Grafl                     | österreichischer Widerstandskämpfer gegen den Nationalsozialismus und britischer Agent                          | 86    |       |
| 10. Juni | Siegfried Kath                       | deutscher Unternehmer und Kunsthändler                                                                          | 71    |       |
| 10. Juni | Elmar Maria Kredel                   | deutscher Geistlicher, Erzbischof von Bamberg                                                                   | 86    |       |
| 10. Juni | Walter Morio                         | deutscher Jurist und Politiker (CDU)                                                                            | 87    |       |
| 10. Juni | Andreas Papadakis                    | zyprisch-britischer Architekturkritiker                                                                         | 69    |       |
| 10. Juni | Dietrich Schneider                   | deutscher Zoologe                                                                                               | 88    |       |
| 10. Juni | Elias Tanenbaum                      | US-amerikanischer Komponist und Musikpädagoge                                                                   |       |       |
| 11. Juni | Ove Andersson                        | schwedischer Rallyepilot sowie Rallye- und Formel-1-Teamchef von Toyota                                         | 70    |       |
| 11. Juni | Ulrich Bister                        | deutscher Theologe, Kirchenhistoriker und Pädagoge                                                              | 60    |       |
| 11. Juni | Reid Bryson                          | US-amerikanischer Geologe und Klimaforscher                                                                     | 88    |       |
| 11. Juni | Jean Desailly                        | französischer Schauspieler                                                                                      | 87    |       |
| 11. Juni | Miroslav Dvořák                      | tschechoslowakischer Eishockeyspieler                                                                           | 56    |       |
| 11. Juni | Herbert Juhnke                       | deutscher Altphilologe                                                                                          | 76    |       |
| 11. Juni | Taras Kermauner                      | slowenischer Literaturhistoriker, Philosoph, Essayist, Kritiker und Dramatiker                                  | 78    |       |
| 11. Juni | Adam Ledwoń                          | polnischer Fußballspieler                                                                                       | 34    |       |
| 11. Juni | Maria Maltan                         | deutsche Kommunalpolitikerin (CSU) und Bäuerin                                                                  | 70    |       |
| 11. Juni | Anne Clark Martindell                | US-amerikanische Diplomatin und Politikerin (Demokraten)                                                        | 93    |       |
| 11. Juni | Robert Suter                         | Schweizer Komponist und Jazzmusiker (Pianist)                                                                   | 89    |       |
| 11. Juni | Võ Văn Kiệt                          | vietnamesischer Politiker, Premierminister                                                                      | 85    |       |
| 12. Juni | Dumitru Bughici                      | rumänischer Komponist und Musikpädagoge compendium.ro                                                           | 86    |       |
| 12. Juni | Jonathan Carr                        | britischer Autor newsticker.welt.de                                                                             | 66    |       |
| 12. Juni | Wilderich Fehrmann                   | deutscher Jurist                                                                                                | 79    |       |
| 12. Juni | Alexander Alexandrowitsch Grisman    | russischer Sommerbiathlet                                                                                       | 27    |       |
| 12. Juni | Charlie Jones                        | US-amerikanischer Sportjournalist                                                                               | 77    |       |
| 12. Juni | Norbert Kerkel                       | deutscher Kommunalpolitiker                                                                                     | 67    |       |
| 12. Juni | Victor Kindo                         | indischer Geistlicher, römisch-katholischer Bischof von Jashpur                                                 | 61    |       |
| 12. Juni | Dan Kuykendall                       | US-amerikanischer Politiker                                                                                     | 83    |       |
| 12. Juni | Konrad Raum                          | deutscher Landschaftsmaler, Zeichner und Graphiker                                                              | 90    |       |
| 12. Juni | Dieter Schneider                     | deutscher Gewerkschaftsfunktionär                                                                               | 77    |       |
| 12. Juni | Gunther S. Stent                     | US-amerikanischer Molekularbiologe, Wissenschaftsphilosoph und Neurowissenschaftler                             | 84    |       |
| 12. Juni | Derek Tapscott                       | walisischer Fußballspieler                                                                                      | 75    |       |
| 13. Juni | Georg Fendt                          | deutscher Politiker (CSU), MdL                                                                                  | 82    |       |
| 13. Juni | Gertrude Fröhlich-Sandner            | österreichische Politikerin                                                                                     | 82    |       |
| 13. Juni | Georg Herzig                         | deutscher Maler                                                                                                 | 66    |       |
| 13. Juni | Peter Horst                          | deutscher Geistlicher, Pfarrer und Kirchenliedautor                                                             | 80    |       |
| 13. Juni | Bruce Lester                         | britischer Schauspieler                                                                                         | 96    |       |
| 13. Juni | Paul Hugo Meyer                      | deutsch-amerikanischer Romanist                                                                                 | 87    |       |
| 13. Juni | Wilfred von Oven                     | deutscher Journalist, Publizist und Staatsbeamter                                                               | 96    |       |
| 13. Juni | Branka Raunig                        | bosnische Archäologin und Museumsdirektorin                                                                     | 73    |       |
| 13. Juni | Tim Russert                          | US-amerikanischer Journalist                                                                                    | 58    |       |
| 13. Juni | Gerd Sannemüller                     | deutscher Komponist, Pianist und Musikwissenschaftler                                                           | 93    |       |
| 13. Juni | Willy Schürmann                      | deutscher Maler und Grafiker                                                                                    | 95    |       |
| 13. Juni | Heini Waser                          | Schweizer Maler, Zeichner, Lithograf und Holzschneider                                                          | 94    |       |
| 13. Juni | Rudolf Wassermann                    | deutscher Jurist                                                                                                | 83    |       |
| 13. Juni | Andreas von Weizsäcker               | deutscher Bildhauer                                                                                             | 51    |       |
| 13. Juni | Titi Winterstein                     | deutscher Jazzgeiger, Vertreter deutschen Sinti-Swing                                                           | 51    |       |
| 13. Juni | Rolf Zimmermann                      | deutscher Architekt und Denkmalpfleger                                                                          | 48    |       |
| 14. Juni | Charles Albert Buswell               | US-amerikanischer Geistlicher, römisch-katholischer Bischof von Pueblo (1959–1979)                              | 94    |       |
| 14. Juni | Luciano Pigozzi                      | italienischer Schauspieler                                                                                      | 81    |       |
| 14. Juni | Chu Fu-Sung                          | taiwanischer Politiker                                                                                          | 93    |       |
| 14. Juni | Joachim Häger                        | deutscher Jurist, Richter am Bundesgerichtshof                                                                  | 64    |       |
| 14. Juni | Walter Netsch                        | US-amerikanischer Architekt baunetz.de                                                                          | 88    |       |
| 14. Juni | Rafael del Pino                      | spanischer Bauunternehmer                                                                                       | 87    |       |
| 14. Juni | Qiu Fazu                             | chinesischer Chirurg                                                                                            | 93    |       |
| 14. Juni | Renate Seeliger                      | österreichische Schriftstellerin und Lyrikerin                                                                  | 85    |       |
| 14. Juni | Esbjörn Svensson                     | schwedischer Jazz-Pianist und Komponist                                                                         | 44    |       |
| 14. Juni | Werner Vetterli                      | Schweizer Sportler, Fernsehmoderator und Politiker                                                              | 78    |       |
| 15. Juni | Franz Fliri                          | österreichischer Geograph                                                                                       | 90    |       |
| 15. Juni | Ray Getliffe                         | kanadischer Eishockeyspieler nhl.com                                                                            | 94    |       |
| 15. Juni | Ole-Jørgen Nilsen                    | norwegischer Schauspieler und Theaterintendant                                                                  | 72    |       |
| 15. Juni | Giselher Schuschke                   | deutscher Hygieniker und Umweltmediziner                                                                        | 72    |       |
| 15. Juni | Tony Schwartz                        | US-amerikanischer Politikberater                                                                                | 84    |       |
| 15. Juni | Stan Winston                         | US-amerikanischer Experte für Special Effects und Makeup-Design                                                 | 62    |       |
| 16. Juni | Tom Compernolle                      | belgischer Leichtathlet                                                                                         | 32    |       |
| 16. Juni | Wera Frydtberg                       | deutsche Bühnen- und Filmschauspielerin                                                                         | 81    |       |
| 16. Juni | Javier García                        | venezolanischer Nachrichtensprecher noticias24.com                                                              | 37    |       |
| 16. Juni | Andris Jakubāns                      | lettischer Prosaiker, Drehbuchautor und Zeitungsherausgeber                                                     | 67    |       |
| 16. Juni | Gareth Jones                         | walisischer Rugbyspieler news.bbc.co.uk                                                                         | 28    |       |
| 16. Juni | Erich Rappl                          | deutscher Musikwissenschaftler und Autor                                                                        | 83    |       |
| 16. Juni | Mario Rigoni Stern                   | italienischer Autor                                                                                             | 86    |       |
| 16. Juni | Ingvar Svahn                         | schwedischer Fußballspieler                                                                                     | 70    |       |
| 16. Juni | Bert Shepard                         | US-amerikanischer Baseballspieler                                                                               | 87    |       |
| 17. Juni | Henry Beckman                        | kanadischer Schauspieler                                                                                        | 86    |       |
| 17. Juni | Jacqueline Bertrand                  | US-amerikanische Schauspielerin                                                                                 | 83    |       |
| 17. Juni | Henry Chadwick                       | britischer Theologe                                                                                             | 87    |       |
| 17. Juni | Cyd Charisse                         | US-amerikanische Filmschauspielerin und Tänzerin                                                                | 87    |       |
| 17. Juni | Hewitt D. Crane                      | US-amerikanischer Computerpionier nytimes.com                                                                   | 81    |       |
| 17. Juni | Gerald Dolan                         | US-amerikanischer Physiker                                                                                      | 63    |       |
| 17. Juni | Davey Lee                            | US-amerikanischer Kinderdarsteller                                                                              |       |       |
| 17. Juni | Henryk Mandelbaum                    | Überlebender des Holocaust                                                                                      | 85    |       |
| 17. Juni | Otto Miehlke                         | deutscher Physiker, Leiter des Wasserstands- und Eisdienstes der DDR                                            | 87    |       |
| 17. Juni | Tsutomu Miyazaki                     | japanischer Serienmörder, Kannibale                                                                             | 45    |       |
| 17. Juni | Otto Trötscher                       | deutscher Politiker (KPTsch, SED), Journalist und Widerstandskämpfer                                            | 89    |       |
| 17. Juni | Johannes Willenbrink                 | deutscher Biologe                                                                                               | 78    |       |
| 18. Juni | Jean Delannoy                        | französischer Filmregisseur und Drehbuchautor                                                                   | 100   |       |
| 18. Juni | Walter Kittel                        | deutscher Staatsbeamter                                                                                         | 77    |       |
| 18. Juni | Hans Steinbrenner                    | deutscher Bildhauer                                                                                             | 80    |       |
| 18. Juni | Tasha Tudor                          | US-amerikanische Buchillustratorin und Kinderbuchautorin                                                        | 92    |       |
| 18. Juni | Michel Waisvisz                      | holländischer Komponist, Improvisator und Entwickler elektronischer Musikinstrumente                            | 58    |       |
| 18. Juni | Henry Michael Wimile                 | tansanischer Aktivist für Behindertenrechte                                                                     | 46    |       |
| 19. Juni | Antonio Bibalo                       | norwegischer Komponist und Pianist italienischer Abstammung                                                     | 86    |       |
| 19. Juni | Horst Brünner                        | deutscher Politiker (SED), MdV, Chef der Politischen Hauptverwaltung in der NVA                                 | 79    |       |
| 19. Juni | Tim Carter                           | englischer Fußballspieler                                                                                       | 40    |       |
| 19. Juni | Constantin Dinischiotu               | rumänischer Theaterregisseur 2008.informatia.ro                                                                 | 81    |       |
| 19. Juni | Armin Holicki                        | deutscher Wirtschaftswissenschaftler und Politiker                                                              | 71    |       |
| 19. Juni | Hans Hösl                            | deutscher Politiker (CSU), Oberbürgermeister von Passau                                                         | 79    |       |
| 19. Juni | Dieter Klopfer                       | deutscher Motorenentwickler                                                                                     |       |       |
| 19. Juni | Bennie Swain                         | US-amerikanischer Basketballspieler                                                                             | 74    |       |
| 20. Juni | Jean-Claude Bouillaud                | französischer Schauspieler                                                                                      | 81    |       |
| 20. Juni | Curt Hanno Gutbrod                   | deutscher Journalist, Schriftsteller und Drehbuchautor                                                          | 87    |       |
| 20. Juni | Editha Hörandner                     | österreichische Volkskundlerin                                                                                  | 69    |       |
| 20. Juni | Werner Kresser                       | österreichischer Ingenieur tuwien.ac.at                                                                         | 88    |       |
| 21. Juni | Adalberto Almeida y Merino           | mexikanischer römisch-katholischer Bischof                                                                      | 92    |       |
| 21. Juni | Bernd Burgemeister                   | deutscher Filmproduzent                                                                                         | 63    |       |
| 21. Juni | Kaoru Chiba                          | japanischer Hornist                                                                                             | 80    |       |
| 21. Juni | Abdulah Gegić                        | jugoslawisch-türkischer Fußballtrainer                                                                          |       |       |
| 21. Juni | Scott Kalitta                        | US-amerikanischer Rennfahrer                                                                                    | 46    |       |
| 21. Juni | Kermit Love                          | US-amerikanischer Puppendesigner cnn.com                                                                        | 91    |       |
| 21. Juni | Max Milner                           | französischer Romanist, Komparatist und Literaturwissenschaftler                                                | 84    |       |
| 21. Juni | William Vince                        | kanadischer Filmproduzent                                                                                       | 44    |       |
| 22. Juni | George Carlin                        | US-amerikanischer Komiker, Schauspieler und Autor                                                               | 71    |       |
| 22. Juni | Albert Cossery                       | ägyptischer Schriftsteller französischer Sprache                                                                | 94    |       |
| 22. Juni | Klaus Michael Grüber                 | deutscher Regisseur und Schauspieler                                                                            | 67    |       |
| 22. Juni | Heinz Markstein                      | österreichischer Journalist und Schriftsteller                                                                  | 84    |       |
| 22. Juni | Gerhard Meier                        | Schweizer Schriftsteller                                                                                        | 91    |       |
| 22. Juni | Georg Roth                           | deutscher Dirigent und Autor                                                                                    | 88    |       |
| 22. Juni | Gerfried Schellberger                | deutscher Maler und Autor                                                                                       | 90    |       |
| 22. Juni | Edi Schild                           | Schweizer Skilangläufer                                                                                         | 89    |       |
| 23. Juni | Dave Carpenter                       | US-amerikanischer Jazzmusiker und Komponist                                                                     | 48    |       |
| 23. Juni | Arthur Chung                         | guyanischer Politiker (parteilos)                                                                               | 90    |       |
| 23. Juni | Siegfried Eifrig                     | deutscher Leichtathlet und einer der ersten olympischen Fackelträger                                            | 98    |       |
| 23. Juni | John Furlong                         | US-amerikanischer Schauspieler                                                                                  | 75    |       |
| 23. Juni | Judith Holzmeister                   | österreichische Schauspielerin                                                                                  | 88    |       |
| 23. Juni | Otto Mazal                           | österreichischer Byzantinist und Bibliothekar                                                                   | 75    |       |
| 23. Juni | Felix von Mendelssohn                | deutsch-amerikanischer Psychiater und Psychotherapeut                                                           |       |       |
| 23. Juni | Walter Myss                          | rumänisch-österreichischer Autor und Musiker                                                                    | 87    |       |
| 23. Juni | Blanca París de Oddone               | uruguayische Historikerin und Hochschullehrerin                                                                 | 82    |       |
| 23. Juni | Fabrizia Ramondino                   | italienische Schriftstellerin derstandard.at                                                                    | 72    |       |
| 24. Juni | Pinkas Braun                         | Schweizer Theater-, Film- und Fernsehschauspieler                                                               | 85    |       |
| 24. Juni | Ruth Cardoso                         | brasilianische Anthropologin                                                                                    | 77    |       |
| 24. Juni | Marianne Defet                       | deutsche Kunstmäzenin                                                                                           | 82    |       |
| 24. Juni | Charles Dempsey                      | neuseeländischer Fußballfunktionär                                                                              | 87    |       |
| 24. Juni | August Entringer                     | deutscher Politiker (CDU), MdL                                                                                  | 87    |       |
| 24. Juni | Urs Frey                             | Schweizer Dokumentarfilmer                                                                                      |       |       |
| 24. Juni | Margaret Hawksworth                  | neuseeländische Badmintonspielerin                                                                              | 93    |       |
| 24. Juni | Leonid Hurwicz                       | US-amerikanischer Wirtschaftswissenschaftler                                                                    | 90    |       |
| 24. Juni | Wiktor Grigorjewitsch Kuskin         | russischer Eishockeyspieler                                                                                     | 67    |       |
| 24. Juni | Brigitte Lohrke-Farhatyar            | deutsche Prähistorikerin                                                                                        | 38    |       |
| 24. Juni | Gerhard Ringel                       | Mathematiker | 88    |       |
| 24. Juni | Józef Szajna                         | polnischer Schauspieler und Theaterleiter                                                                       | 86    |       |
| 24. Juni | Noriaki Tsuchimoto                   | japanischer Filmregisseur, Drehbuchautor, Filmproduzent und Filmeditor                                          | 79    |       |
| 25. Juni | Gerard Batliner                      | liechtensteinischer Politiker und Rechtsanwalt                                                                  | 79    |       |
| 25. Juni | Norbert Brock                        | deutscher Pharmakologe                                                                                          | 96    |       |
| 25. Juni | Hans Fromm                           | deutscher Philologe                                                                                             | 89    |       |
| 25. Juni | Alla Kasanskaja                      | russische Schauspielerin news.mail.ru                                                                           | 88    |       |
| 25. Juni | Louis Kuehn                          | römisch-katholischer Bischof von Meaux                                                                          | 86    |       |
| 25. Juni | Peter-Andreas Mothes                 | deutscher Kunstmaler                                                                                            | 72    |       |
| 25. Juni | Urs Oberlin                          | Schweizer Schriftsteller                                                                                        | 89    |       |
| 26. Juni | Lilyan Chauvin                       | französische Schauspielerin und Regisseurin                                                                     | 82    |       |
| 27. Juni | Günter Dohrow                        | deutscher Leichtathlet und Handballspieler                                                                      | 80    |       |
| 26. Juni | Maria Elisabeth Geyser               | deutsche Richterin                                                                                              | 95    |       |
| 26. Juni | Asbjørn Haugstvedt                   | norwegischer Politiker (Kristelig Folkeparti), Mitglied des Storting                                            | 81    |       |
| 26. Juni | Blahoslav Hruška                     | tschechoslowakischer Altorientalist                                                                             | 63    |       |
| 26. Juni | Kurt Kirtschig                       | deutscher Bauingenieur                                                                                          | 80    |       |
| 26. Juni | Horst Lahr                           | deutscher evangelischer Theologe                                                                                | 94    |       |
| 26. Juni | Tony Melody                          | britischer Schauspieler                                                                                         | 85    |       |
| 26. Juni | Jeanne Omelenchuk                    | US-amerikanische Eisschnellläuferin                                                                             | 77    |       |
| 27. Juni | Franck Fiawoo                        | togoischer Fußballspieler                                                                                       | 66    |       |
| 27. Juni | Tilo Frey                            | Schweizer Politikerin (FDP)                                                                                     | 85    |       |
| 27. Juni | Raymond Lefèvre                      | französischer Komponist, Arrangeur und Dirigent                                                                 | 78    |       |
| 27. Juni | Nicolae Linca                        | rumänischer Boxer                                                                                               | 79    |       |
| 27. Juni | Leonard Pennario                     | US-amerikanischer Pianist                                                                                       | 83    |       |
| 27. Juni | Lenka Reinerová                      | deutsch-tschechische Schriftstellerin und Journalistin                                                          | 92    |       |
| 27. Juni | Otto-Friedrich von Schönberg         | deutscher Politiker (DP, CDU), MdL                                                                              | 83    |       |
| 27. Juni | Roberto Eduardo Sosa                 | uruguayischer Fußballspieler                                                                                    | 73    |       |
| 27. Juni | Michael Turner                       | US-amerikanischer Comiczeichner                                                                                 | 37    |       |
| 27. Juni | Elke Wehr                            | deutsche Übersetzerin                                                                                           |       |       |
| 28. Juni | Franz Baaden                         | deutscher Lokalpolitiker und Regionalhistoriker (Westerwald)                                                    | 91    |       |
| 28. Juni | Irina Baronova                       | russisch-britische Balletttänzerin                                                                              | 89    |       |
| 28. Juni | John Bonetti                         | US-amerikanischer Pokerspieler                                                                                  |       |       |
| 28. Juni | Hubert Deininger                     | deutscher Kunstglasermeister                                                                                    | 79    |       |
| 28. Juni | Terry Fields                         | britischer Politiker                                                                                            | 71    |       |
| 28. Juni | Kurt Giese                           | deutscher Jazz-Schlagzeuger, Musikproduzent und Rundfunk-Redakteur                                              | 72    |       |
| 28. Juni | Gertrud Häfner                       | deutsche Schriftstellerin                                                                                       | 74    |       |
| 28. Juni | Fritz Hahne                          | deutscher Unternehmer                                                                                           | 88    |       |
| 28. Juni | Ruslana Korschunowa                  | kasachisches Fotomodell                                                                                         | 20    |       |
| 28. Juni | Bernd G. Längin                      | deutscher Autor und Herausgeber                                                                                 | 67    |       |
| 28. Juni | Ronnie Mathews                       | US-amerikanischer Jazzpianist                                                                                   | 72    |       |
| 28. Juni | Stig Olin                            | schwedischer Schauspieler                                                                                       | 87    |       |
| 28. Juni | Robert Seamans                       | US-amerikanischer Politiker                                                                                     | 89    |       |
| 28. Juni | Matias Spescha                       | Schweizer Künstler                                                                                              | 82    |       |
| 28. Juni | B. J. Widick                         | US-amerikanischer politischer Aktivist und Gewerkschafter                                                       | 97    |       |
| 28. Juni | Gregory Yong Sooi Ngean              | römisch-katholischer Erzbischof von Singapur                                                                    | 83    |       |
| 29. Juni | Christian Angerbauer                 | deutscher Bildhauer                                                                                             | 83    |       |
| 29. Juni | Gheorghe Anghelescu                  | rumänischer Admiral ziuaconstanta.ro                                                                            | 73    |       |
| 29. Juni | Frédéric L. Bastet                   | niederländischer Klassischer Archäologe, Historiker und Autor                                                   | 81    |       |
| 29. Juni | William R. Bennett                   | US-amerikanischer Physiker                                                                                      | 78    |       |
| 29. Juni | Hans Caninenberg                     | deutscher Schauspieler und Schriftsteller                                                                       | 95    |       |
| 29. Juni | Bernhard Collien                     | deutscher Verleger und Bildender Künstler                                                                       | 57    |       |
| 29. Juni | Don S. Davis                         | US-amerikanischer Schauspieler                                                                                  | 65    |       |
| 29. Juni | Joseph Patrick Dwyer                 | US-amerikanischer Soldat                                                                                        |       |       |
| 29. Juni | Robert Ebner                         | deutscher Religionspädagoge und Religionshistoriker                                                             | 68    |       |
| 29. Juni | Jordi Farjas i Darnés                | katalanischer Maler                                                                                             |       |       |
| 29. Juni | Kalju Kirde                          | deutscher Physiker und Herausgeber                                                                              | 84    |       |
| 29. Juni | Hugo Knauer                          | deutscher Politiker (SPD), Bürgermeister von Herdecke                                                           | 84    |       |
| 29. Juni | Ambros Lüthi                         | Schweizer Ökonom unifr.ch                                                                                       | 70    |       |
| 29. Juni | Sam Manekshaw                        | indischer Feldmarschall                                                                                         | 94    |       |
| 29. Juni | Franco Prete                         | italienischer Initiator der multinationalen Künstlergruppe und dem Verlag Origine, in deren Rahmen er als Di... | 75    |       |
| 29. Juni | Charles Smith                        | US-amerikanischer Perkussionist                                                                                 | 88    |       |
| 29. Juni | Gunter Trube                         | deutscher Gehörlosenaktivist, Künstler und Sportler tagesspiegel.de                                             | 47    |       |
| 29. Juni | Eladio Vicuña Aránguiz               | chilenischer Geistlicher, römisch-katholischer Erzbischof von Puerto Montt                                      | 97    |       |
| 30. Juni | Anthony Crockett                     | britischer Bischof von Bangor independent.co.uk                                                                 | 62    |       |
| 30. Juni | Albert Depreitere                    | belgischer Radrennfahrer                                                                                        | 92    |       |
| 30. Juni | Rose Dieng-Kuntz                     | senegalesische Informatikerin                                                                                   | 52    |       |
| 30. Juni | Werner Forkert                       | deutscher Lehrer und Stadtchronist in Senftenberg                                                               | 67    |       |
| 30. Juni | Walter Kirsche                       | deutscher Anatom, Hochschullehrer, Naturforscher und Umweltschützer                                             | 88    |       |
| 30. Juni | Annemarie Lorentzen                  | norwegische Politikerin, Botschafterin                                                                          | 86    |       |
| 30. Juni | Ulrich Niemann                       | deutscher Ordensgeistlicher, Jesuit und Facharzt für Neurologie und Psychiatrie, Psychosomatiker und Hochsch... | 73    |       |
| 30. Juni | Arthur Ryan Smith                    | kanadischer Politiker der Progressive Conservative Association of Alberta und Journalist                        | 89    |       |
| 30. Juni | Gerhard Storck                       | deutscher Kunsthistoriker und Museumsdirektor                                                                   |       |       |
| 30. Juni | Ángel Tavira                         | mexikanischer Violinist derstandard.at                                                                          | 83    |       |
| 30. Juni | Karl Wagner                          | deutscher Turnfunktionär                                                                                        | 81    |       |
| 30. Juni | Erich Witte                          | deutscher Tenor                                                                                                 | 97    |       |
| Juni     | Eberhard Bachmann                    | deutscher Bildhauer und Maler                                                                                   | 84    |       |
| Juni     | Robert-Alain de Beaugrande           | österreichischer Linguist                                                                                       |       |       |
| Juni     | Ernesto Antonio Claramount Roseville | salvadorianischer Militär und Politiker                                                                         |       |       |